# Grado de protección IP
El grado de protección IP hace referencia a la norma internacional CEI 60529 Degrees of Protection utilizado con mucha frecuencia en los datos técnicos de equipamiento eléctrico o electrónico, en general de uso industrial como sensores, medidores, controladores, etc. Especifica un efectivo sistema para clasificar los diferentes grados de protección aportados a los mismos por los contenedores que resguardan los componentes que constituyen el equipo, contra la entrada de materiales extraños (polvo, agua, etc.).
Este estándar ha sido desarrollado para calificar de una manera alfa-numérica a equipamientos en función del nivel de protección que sus materiales contenedores le proporcionan. Mediante la asignación de diferentes códigos numéricos, el grado de protección del equipamiento puede ser identificado de manera rápida y con facilidad.
De esta manera, por ejemplo, un grado de protección IP67 indica lo siguiente:
- Las letras «IP» identifican al estándar (del inglés: Ingress Protection).
- El valor «6» en el primer dígito numérico describe el nivel de protección ante polvo, en este caso: «El polvo no entra bajo ninguna circunstancia».
- El valor «7» en el segundo dígito numérico describe el nivel de protección frente a líquidos (normalmente agua), en este ejemplo: «El objeto debe resistir (sin filtración alguna) la inmersión completa a 1 metro durante 30 minutos».

Como regla general se puede establecer que cuando mayor es el grado de protección IP, más protegido está el equipamiento.
A la fecha agosto de 2020 la mayoría de los sensores inductivos, capacitivos y fotoeléctricos que se comercializan en el mercado tienen un nivel de protección mínimo de IP67, los cuales los hacen aptos para soportar la mayoría de los ambientes agresivos que se dan en la industria.

## Nomenclatura CEI 60529

### Primer dígito (IP [X] [ ])
La norma CEI 60529 establece para el primer dígito que el equipo a ser certificado debe cumplir con alguna de las siguientes condiciones.
| Nivel | Tamaño del objeto entrante       | Efectivo contra |
| ----- | -------------------------------- | --- |
| 0     | —                                | Sin protección |
| 1     | <50 mm                           | El elemento que debe utilizarse para la prueba (esfera de 50 mm de diámetro) no debe llegar a entrar por completo.                                      |
| 2     | <12.5 mm                         | El elemento que debe utilizarse para la prueba (esfera de 12,5 mm de diámetro) no debe llegar a entrar por completo.                                    |
| 3     | <2.5 mm                          | El elemento que debe utilizarse para la prueba (esfera de 2,5 mm de diámetro) no debe entrar en lo más mínimo.                                          |
| 4     | <1 mm                            | El elemento que debe utilizarse para la prueba (esfera de 1 mm de diámetro) no debe entrar en lo más mínimo.                                            |
| 5     | Protección contra polvo          | La entrada de polvo no puede evitarse, pero el mismo no debe entrar en una cantidad tal que interfiera con el correcto funcionamiento del equipamiento. |
| 6     | Protección completa contra polvo | El polvo no entra bajo ninguna circunstancia. |

### Segundo dígito (IP [ ] [X])
La norma CEI 60529 establece para el segundo dígito que el equipo a ser certificado debe cumplir con alguna de las siguientes condiciones
| Nivel | Protección frente a                         | Método de prueba | Resultados |
| ----- | ------------------------------------------- | --- | --- |
| 0     | Sin protección.                             | Ninguno | El agua entrará en el equipamiento en poco tiempo. |
| 1     | Goteo de agua                               | Se coloca el equipamiento en su lugar de trabajo habitual. | No debe entrar el agua cuando se la deja caer, desde 200 mm de altura respecto del equipo, durante 10 minutos (a razón de 3-5 mm³ por minuto) |
| 2     | Goteo de agua                               | Se coloca el equipamiento en su lugar de trabajo habitual. | No debe entrar el agua cuando se la deja caer, durante 10 minutos (a razón de 3-5 mm³ por minuto). Dicha prueba se realizará cuatro veces a razón de una por cada giro de 15° tanto en sentido vertical como horizontal, partiendo cada vez de la posición normal de trabajo. |
| 3     | Agua nebulizada. (spray)                    | Se coloca el equipamiento en su lugar de trabajo habitual. | No debe entrar el agua nebulizada en un ángulo de hasta 60° a derecha e izquierda de la vertical a un promedio de 11 litros por minuto y a una presión de 80-100 kN/m² durante un tiempo que no sea menor a 5 minutos.                                                        |
| 4     | Chorros de agua                             | Se coloca el equipamiento en su lugar de trabajo habitual. | No debe entrar el agua arrojada desde cualquier ángulo a un promedio de 10 litros por minuto y a una presión de 80-100 kN/m² durante un tiempo que no sea menor a 5 minutos.                                                                                                  |
| 5     | Chorros de agua.                            | Se coloca el equipamiento en su lugar de trabajo habitual. | No debe entrar el agua arrojada a chorro (desde cualquier ángulo) por medio de una boquilla de 6,3 mm de diámetro, a un promedio de 12,5 litros por minuto y a una presión de 30 kN/m² durante un tiempo que no sea menor a 3 minutos y a una distancia no menor de 3 metros. |
| 6     | Chorros muy potentes de agua.               | Se coloca el equipamiento en su lugar de trabajo habitual. | No debe entrar el agua arrojada a chorros (desde cualquier ángulo) por medio de una boquilla de 12,5 mm de diámetro, a un promedio de 100 litros por minuto y a una presión de 100 kN/m² durante no menos de 3 minutos y a una distancia que no sea menor de 3 metros.        |
| 7     | Inmersión completa en agua.                 | El objeto debe soportar, sin filtración alguna, la inmersión completa a 1 metro durante 30 minutos. | No debe entrar agua. |
| 8     | Inmersión completa y continua en agua.      | El equipamiento eléctrico / electrónico debe soportar (sin filtración alguna) la inmersión completa y continua a la profundidad y durante el tiempo que especifique el fabricante del producto con el acuerdo del cliente, pero siempre que resulten condiciones más severas que las especificadas para el valor 7. | No debe entrar agua. |
| 9K    | Potentes chorros de agua a alta temperatura | Protegido en contra de chorros de corto alcance a alta presión y de alta temperatura. | Duración del Test: Volumen de agua: 14–16 litros por minuto Presión: [8000–10000 kPa / 80–100 Bar] distancia de 0.1–0.15 m Temperatura del agua: 80 °C |

(El nivel IPx9K es definido en la estándar alemán DIN 40050-9, y no en la CEI 60529).

### Letras adicionales
Se pueden añadir más letras para denotar información adicional relacionada con la protección del dispositivo:
| Letra | Significado                                 |
| ----- | ------------------------------------------- |
| D     | Cable                                       |
| f     | Contra aceite                               |
| H     | Dispositivo de alta tensión                 |
| M     | Dispositivo en movimiento durante la prueba |
| S     | Dispositivo inmóvil durante la prueba       |
| W     | Condiciones climatológicas                  |

La letra K se específica en el DIN 40050-9 y no en el IEC 60529.

### Códigos más habituales
Según los parámetros explicados previamente, se puede dar un amplio abanico de grados IP. Pero los más habituales comercialmente son:
| Nivel | Nivel de protección                                                                             | Protección a objetos               | Protección a líquidos                   |
| ----- | ----------------------------------------------------------------------------------------------- | ---------------------------------- | --------------------------------------- |
| IP20  | Polvo                                                                                           | 2 <12.5 mm                         | 0 Sin protección                        |
| IP21  | Goteo vertical de agua                                                                          | 2 <12.5 mm                         | 1 Goteo de agua                         |
| IP23  | A prueba de lluvia                                                                              | 2 <12.5 mm                         | 3 Agua nebulizada (spray)               |
| IP44  | Resistente al agua (adecuado en el baño o la ducha)                                             | 4 <1 mm                            | 4 Chorros de agua                       |
| IP54  | Resistente al agua / a prueba de polvo                                                          | 5 Protección contra polvo          | 4 Chorros de agua                       |
| IP65  | Protegido contra chorros de agua                                                                | 6 Protección completa contra polvo | 5 Chorros de agua                       |
| IP67  | A prueba de polvo / inmersión durante 30minutos (adecuado para el uso en el baño o en la ducha) | 6 Protección completa contra polvo | 7 Inmersión completa en agua            |
| IP68  | A prueba de polvo / protegido bajo el agua                                                      | 6 Protección completa contra polvo | 8 Inmersión completa y continua en agua |

## Estándar DIN 40050-9 - IP69K
El estándar alemán DIN 40050-9 extiende IEC 60529. El mismo ha sido pensado para equipamiento eléctrico o electrónico en vehículos de carretera, sometidos a altas presiones y temperaturas y en general para procesos donde los mismos están sometidos a ataque de líquidos y químicos.
Los contenedores de los equipos no solo deben soportar los grados de protección IP6X con holgura, sino que además deben poder ser capaces de soportar el lavado de los mismos con agua y limpiadores industriales.
El proceso de prueba para que un equipamiento cumpla con la norma DIN 40050-9 establece que el mismo tiene que estar sometido a chorros de agua con un caudal de entre 14 y 16 litros por minuto, a 80 °C de temperatura, a una presión de entre 8 y 10 Mpa, a una distancia de entre 10 y 15 cm. Además, los chorros deben ser lanzados desde cuatro diferentes posiciones respecto de la horizontal: 0°, 30°, 60° y 90°, mientras el equipamiento gira a 5 rpm sobre su propio eje durante al menos 12 segundos por cada una de las posiciones.

## Protección IP en la electrónica de consumo
La inclusión de una clasificación de protección IP se ha vuelto cada vez más común en el mercado de la electrónica de consumo pues ahora se venden teléfonos móviles, tabletas y cámaras que son resistentes al agua y al polvo.
Algunos fabricantes han producido teléfonos inteligentes con clasificación IP enfocados a clientes que les preocupa que sus dispositivos se sumerjan en líquidos o se cubran de polvo.
Con la disponibilidad de dispositivos portátiles y el deseo de salir y llevar estilos de vida activos, los dispositivos portátiles se han vuelto un robusto mercado popular para aquellos que disfrutan las actividades al aire libre y los deportes extremos.